# Nefermaat
Nefermaat, Princ Vezír (Nefer-Maat), (krásný v řádu Maat), nejstarší dědičný syn faraona Snofrua s honosným titulem "Vezír, správce královské pečeti "

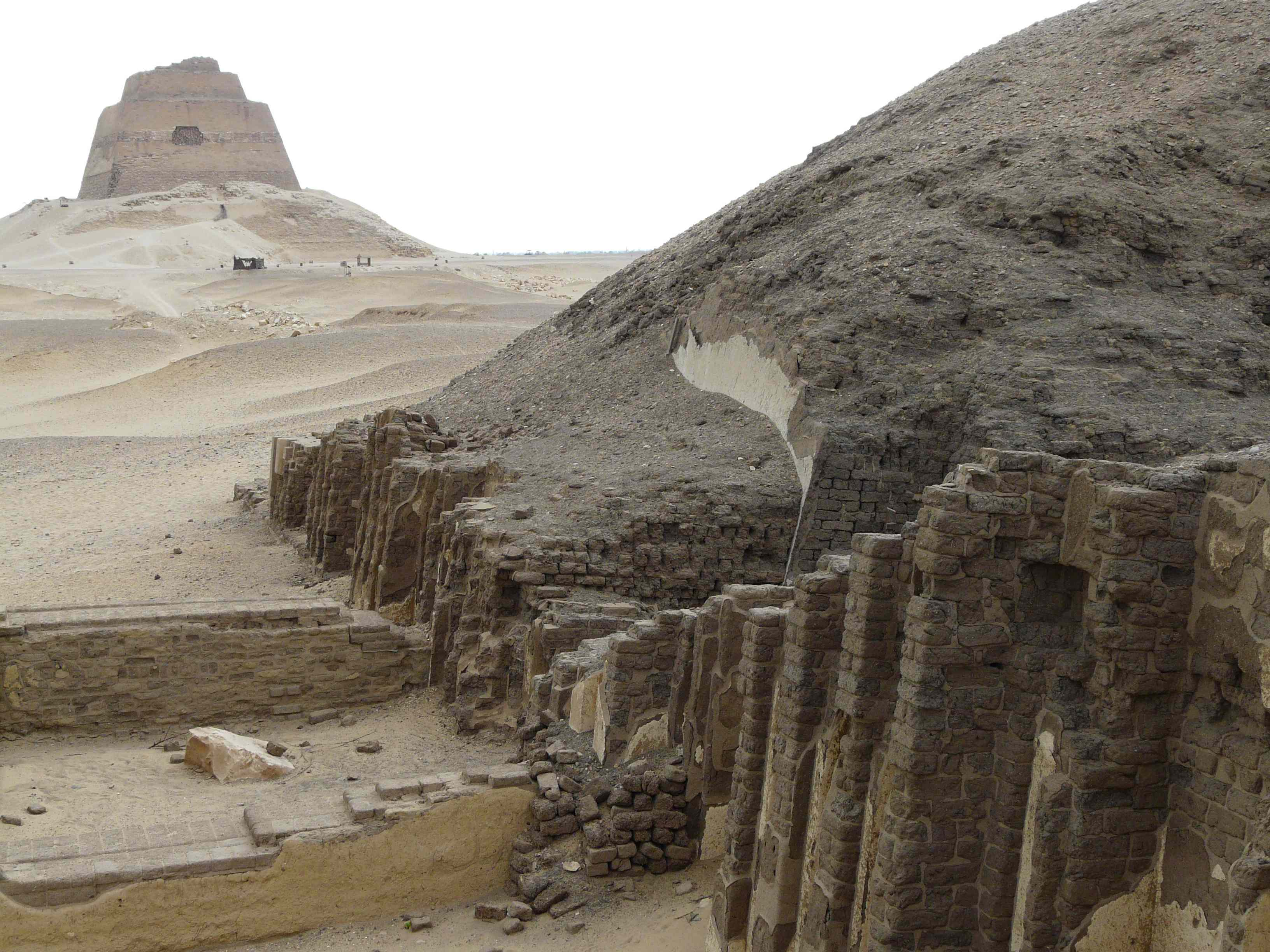
Mastaba Nefermaat Meidum M16.

## Genese

Hospodářské činnosti, pohřební komora manželky Atet

Nefermaat v stylizované komoře je obklopen pochutinami a dalšími potřebami v záhrobí, dole s manželka Atet a syny;
v orámování jsou jeho tituly;

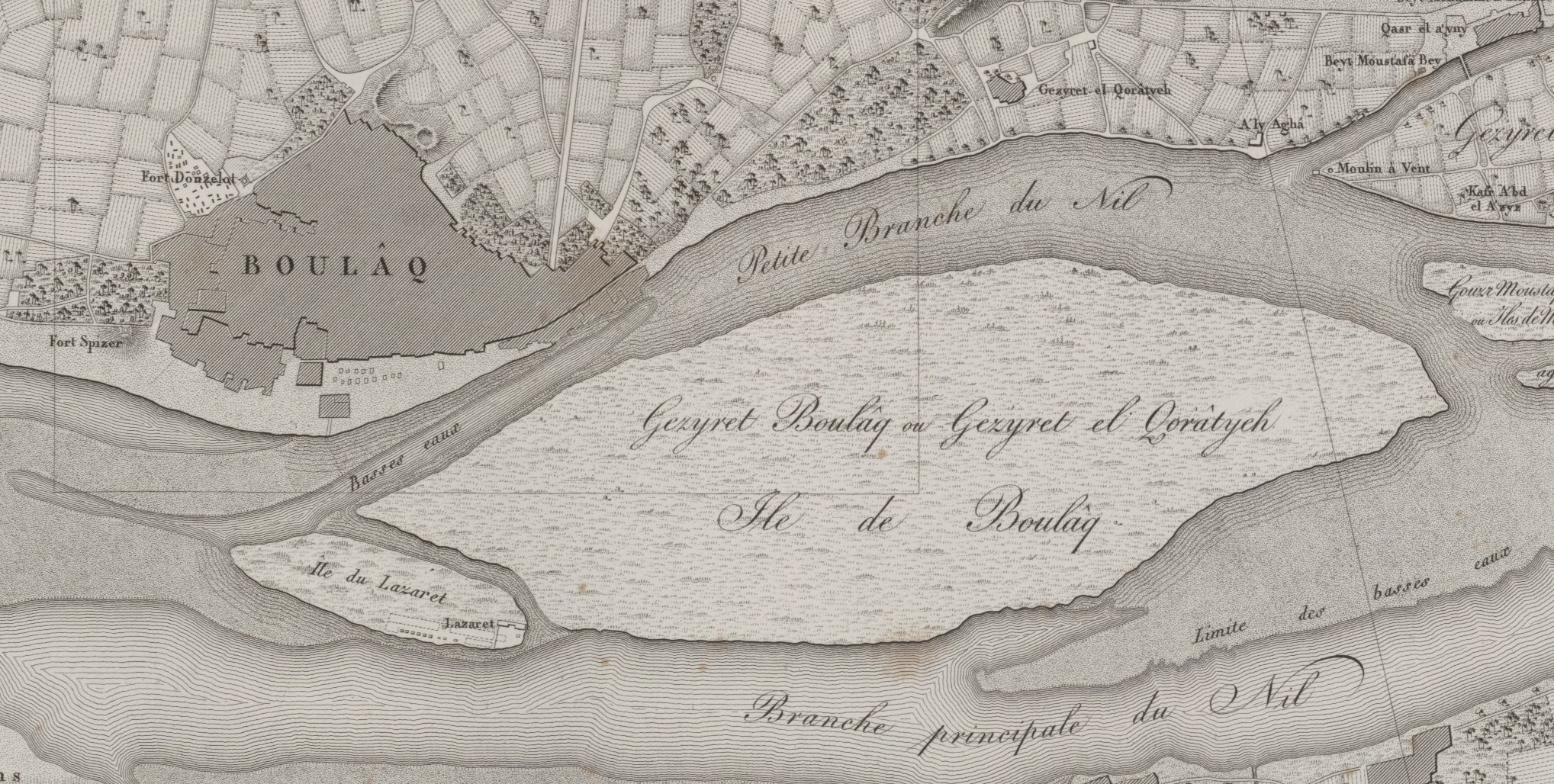
Muzeum Boulaq, kde se provizorně ukládaly památky (1885-1901)

Byl vnukem faraona Huniho, jeho bratrem byl Chufu, stavitel Velké pyramidy a konečně jeho syn Hemiunu je uváděn jako její architekt.
Z této posloupnosti vlastně byl Refermaat předurčen k účasti na projektech staveb 4. dynastie a zejména vytváření komplexního systému logistické základny, nezbytné pro jejich realizaci. Ten se utvářel již při stavbách pyramid Snofrua v Dahšúru a v rozvinuté formě se prokázal při stavbě tří pyramid Chufu, Rachef, Menkaure a dalších  na  Gízké planině, včetně města stavitelů pyramid, odkrytého při archeologických vykopávkách  v Heit el-Ghurhab.
Nefermaat byl obdařen rozsáhlými pravomocemi, tak jak dokládají jeho tituly na fresce na severní stěně mastaby M16.

Tituly z rámu fresky Nefermaata - severní stěna M16
Horní strana rámu | N18 · t | U1 | F35 | A21 | G39 · t | M23 | S20 | L2 · t | A49 | O49 | F4 · a | r · p · a |Dědičný syn, představený Nechen, správce pečeti administrátor Nefer-Maat

Levá strana rámu
|  |

|  |

|  |

|  |Kněz boha Min, představený v domě Thovta, hlásný bohyně Bútó, dozorce všech královských prací
Pravá strana rámu | O17 | E17 | G47 | G33 | s | W1 · t · t | M13 | R8 | \| \| | W18 · S24 | t · t · M13 · R8 | G1 | V24 | R6 · R8 | t · V30 · t |
|     |     |     |     |   |            |     |    |       |           |                  |    |     |         |             |

|  | Vezír, kněz bohyně Bastet, správce všech božských (faraonových) úřadů

Známe-li stavitele pyramid v Gíze a jejich celkové zázemí, pak je oprávněné tvrzení, že tento systém byl již  použit při stavbách pyramid Snefrua, a to včetně vývoje postupů těžby a opracování kamene. Zatím je ale málo informací o vlastní hierarchii řízení staveb a řídících pracovníků. Proto jsou poznatky z mastab velmožů 4. dynastie a zápisy jejich funkcí v podřízenosti faraona, cenným bodem do historické mozaiky. Nefermaat v pozici dozorce všech královských prací se na projektech aktivně podíle, obdobně i jeho bratr Rahotep, i když v nižší pozici. To vše bylo inspirací pro jejich bratra Chufua. Jak uvádí Bunsen, Nefermat také, jako vezíra a správce staveb, dohlížel na stavbu Velké pyramidy. Čtvrtá dynastie si udržovala kontrolu řídících  pozic státu  pouze prostřednictvím elit členů královské rodiny.

## Hrobka
Hrobku Nefermaata M16 odkryl Mariette 1871-2, a zevrubně ji popsal v ručně psané publikaci. Podrobnější popis vnitřních prostor hrobky popsal Petrie po dvou expedicích v letech 1891-2 a následně v roce 1909.
Mastaba zaujímá prostor 108 x 56 m s ohradou z hliněných cihel vysokou ~6 m, prostor uvnitř je zaplněn ztuhlým nilským bahnem. Na severní a jižní straně jsou kamenné falešné dveře, vedoucí ke kaplím. Komora patřící Nefermaatovi je obložena masivním kamenným blokem vysokým ~3,9 m a 1,3 m širokým o tloušťce ~1 m a celkové hmotnosti  8 t. Boční stěny jsou rovněž tvořeny masivními bloky s hmotností až 20 t, a co je překvapující, horní stropní deska s rozměry 6,2x2,5x1 m má odhadovanou hmotnost 33 t. Takže ještě před stavbou "Velké pyramidy" tu byly schopnosti opracování, dopravy a uloženy těžkých kamenných bloků.
 Výzdoba komory byla tvořena řezbou reliéfů i hieroglyfů do kamene a rýhy vyplněny barevnými pastami. V době, kdy Petrie zkoumal obě komory, byly již fresky značně poškozené, výplně rýh plastovým barvami byly rozdrobené a popadané na podlahu. Petrie si posteskl:
Hodně bylo zničen od té doby, co Mariette odkryl tyto hrobky, a nechal je zničit v rukou všech neopatrných dělníků a také svévolnými turisty, kteří četní byli zde zaznamenáni již od roku 1878. Když jsem znovu (do hrobky) přišel (1909) abych ji vyčisti, výzdoba byla značně poškozena, hlavy  postav byly osekané krumpáčem a spousta dalších destrukcí ukázala jak barbarsky devatenácté století zacházelo s tím, co nám  zůstalo od počátků historie.
 p.27
Fragmenty vyjmuté z hrobek Refermaata a jeho ženy Atet, jsou k vidění v různých muzeích, často bez označení jejich původu.
 Při druhé expedici, s cílem vyčistit komoru Neferrmata, se po odkrytí skoro 5 m vrstvy bahna, podařilo odkryt krycí kamen, pod nímž se nacházela pohřební komora. Ve vrstvě bahna byly nalezeny fragmenty dřevěné rakve a rozptýlené ostatky mumie, obě pažní kosti, část hrudního skeletu a lebka se zbytkem mozkové hmoty, to vše obalené rozteklým bahnem. Nicméně stav nálezů ukazoval, že hrobka byla vykradena již při jejím prvotním odkryvu.

## Meidumské husy
S hrobkou Nefermaata a zejména komory jeho ženy Atet je spojován nález fresky zobrazující skupinu pasoucích se husí, připisovaný Meriettovi a jeho asistentu Luigi Vassalimu. Petrie pouze uvádí, že fresku (obraz ?) z komory Atet sňal Vassali a v roce 1891 se nacházela v královském paláci v Gíze. Ta byla posléze 1902 přemístěna do Egyptského muzea na náměstí Tahrír v Káhiře, kde je originál součástí expozice. Nejčastěji jsou však publikovány jeho faksimile. Husy byly původně zobrazeny pod scénou zobrazující muže chytající ptáky do sítí a jak je nabízejí majiteli hrobky. I když není neobvyklé najít výjevy ptactva v bažinách v hrobkách Staré říše, tento příklad je jedním z prvních a pozoruhodných zobrazení s mimořádnou kvalitou obrazu. Umělec věnoval velkou péči vykreslování barev a textur ptačího peří a dokonce zahrnul zoubkované zobáky u dvou pasoucích se husí. 
 I když se vyskytli některé pochybnosti o autenticitě díla, které současné vedení egyptského muzea odmítá, je rovněž nutné zvážit složitou cestu, kterou Vassalim sejmutá freska vykonala stěhování z prvotního Muzea v Gíze, poté v Muzeu na Boulaq (1885) v Káhiře a konečně (od 1902) je v současné expozici Egyptského Muzea. Takže nezbytně prošla  rukama odborných restaurátorů.

## Epilog
Hrobky v Meidumu, které souborně popsal Petrie  vypovídají o historii z počátku 4. dynastie a jejich pozici v hierarchii synů faraona Snofrua a jejich účasti v systému řízení státu a zejména účasti na stavbách pyramid, které tuto dynastii proslavily. I v současnosti jsou ovšem předmětem odborných disputací.

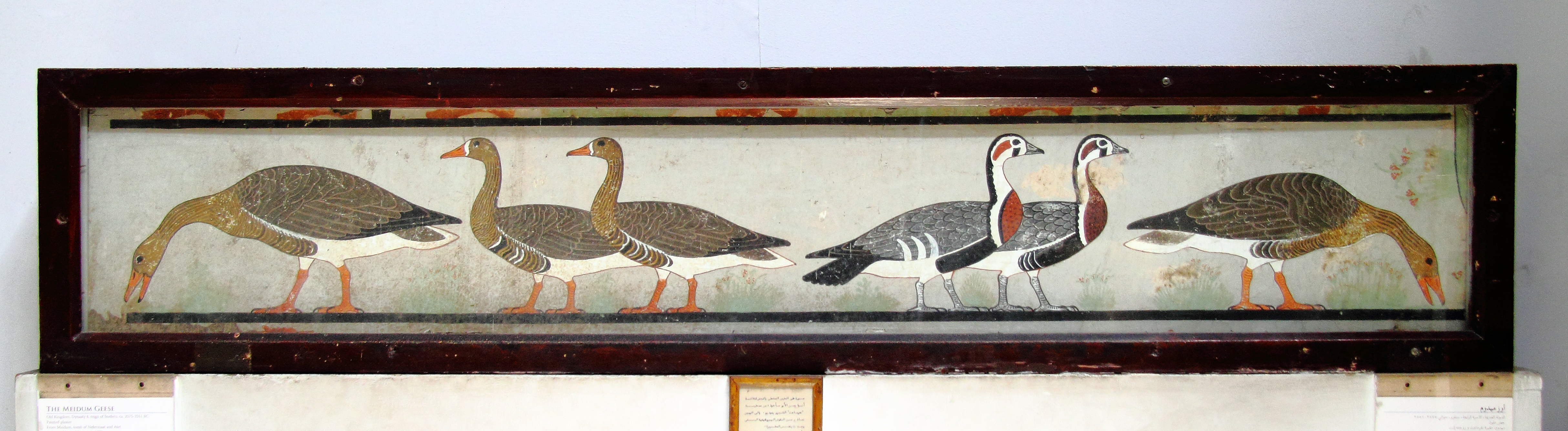
Meidumské husy; Egyptské Muzeum JE34571